# 水野蕗奈
水野 蕗奈（みずの ふきな、2001年1月31日 - ）は、京都府出身の女子サッカー選手。INAC神戸レオネッサ所属。ポジションはミッドフィールダー。

## 来歴

### シニア
2019年に追手門学院高校からINAC神戸レオネッサに入団。
2020年になでしこリーグの新人賞を受賞。
2022年12月4日に行われた2022-23 Yogibo WEリーグ第5節のちふれASエルフェン埼玉戦で負傷し、左膝前十字靱帯損傷（全治約8ヶ月）の診断を受け、長期離脱を強いられた。
2023年9月10日の2023-24 WEリーグカップグループステージ第3節で約9ヶ月ぶりに公式戦に復帰したが、同年10月21日に前回と同じ左膝前十字靭帯を再び損傷（全治約9ヶ月）したことが発表された。
2024年9月1日の2024-25 WEリーグ クラシエカップグループステージ第1節のセレッソ大阪ヤンマーレディース戦で公式戦に復帰し、同年9月22日に行われた2024-25 ＳＯＭＰＯ WEリーグ第2節の三菱重工浦和レッズレディースでスタメン出場し、自身のWEリーグ初得点となる先制決勝ゴールをあげた。

## 個人成績

### クラブ
| クラブ             | シーズン | リーグ      | 背番号 | リーグ戦 | リーグ戦 | カップ戦 | カップ戦 | リーグ杯 | リーグ杯 | AFC  | AFC  | 合計 | 合計 |
| クラブ             | シーズン | リーグ      | 背番号 | 出場     | 得点     | 出場     | 得点     | 出場     | 得点     | 出場 | 得点 | 出場 | 得点 |
| ------------------ | -------- | ----------- | ------ | -------- | -------- | -------- | -------- | -------- | -------- | ---- | ---- | ---- | ---- |
| INAC神戸レオネッサ | 2019     | なでしこ1部 | 24     | 2        | 0        | 1        | 0        | 3        | 0        | -    | -    | 6    | 0    |
| INAC神戸レオネッサ | 2020     | なでしこ1部 | 24     | 15       | 2        | 3        | 0        | —        | —        | —    | —    | 18   | 2    |
| INAC神戸レオネッサ | 2021-22  | WE          | 24     | 16       | 0        | 0        | 0        | —        | —        | —    | —    | 16   | 0    |
| INAC神戸レオネッサ | 2022-23  | WE          | 14     | 4        | 0        | 0        | 0        | 4        | 0        | —    | —    | 8    | 0    |
| INAC神戸レオネッサ | 2023-24  | WE          | 14     | 0        | 0        | 0        | 0        | 2        | 0        | -    | -    | 2    | 0    |
| INAC神戸レオネッサ | 2024-25  | WE          | 14     | 16       | 3        | 1        | 2        | 7        | 0        | -    | -    | 24   | 5    |
| INAC神戸レオネッサ | 2025/26  | WE          | 14     |          |          |          |          |          |          | -    | -    |      |      |
| INAC神戸レオネッサ | 通算     | 通算        | 通算   | 53       | 5        | 5        | 2        | 16       | 0        | 0    | 0    | 74   | 7    |
| 通算               | 日本     | 日本        | 1部    | 53       | 5        | 5        | 2        | 16       | 0        | 0    | 0    | 74   | 7    |
| 総通算             | 総通算   | 総通算      | 総通算 | 53       | 5        | 5        | 2        | 16       | 0        | 0    | 0    | 74   | 7    |

- 日本女子サッカーリーグ
  - 初出場 - 2019年10月20日 なでしこリーグ1部 第16節 日テレ・ベレーザ戦 (味の素フィールド西が丘)[9]
  - 初得点 - 2020年9月6日 なでしこリーグ1部 第8節 アルビレックス新潟レディース戦 (デンカビッグスワンスタジアム)[9]

- WEリーグ
  - 初出場 - 2021年9月12日 第1節 大宮アルディージャVENTUS戦 (ノエビアスタジアム神戸)[10]
  - 初得点 - 2024年9月22日 第2節 三菱重工浦和レッズレディース戦 (浦和駒場スタジアム)[10]

### 代表

#### 主な出場大会
- 2019年 - AFC U-19女子選手権2019 （2試合出場）[11]

## タイトル

### クラブ
- INAC神戸レオネッサ
  - WEリーグ: 1回 (2021-22)

### 代表
- U-19日本女子代表
  - AFC U-19女子選手権: 1回 (2019)

### 個人
- WEリーグ
  - 優秀選手賞: 1回 (2024-25)

- なでしこリーグ1部
  - 新人王: 1回 (2020)